# 중화문명탐원공정
중화문명 탐원공정(中華文明探源工程, 영어: National Research Project on Tracing the Origins of Chinese Civilization)은 중화인민공화국이 2002년부터 2005년까지 중화인민공화국이 실시한 통일적 다민족 국가론에 입각한 공정 연구의 일환으로, 중화민족과 주변국가 및 중국소수민족의 시원을 연구하자는 것이 그 목표이다.

## 현황
중화문명탐원공정(中華文明探源工程)'은 2002년 11월부터 중국언론이 관심을 가지기 시작했고 2003년 6월부터 정식으로 개시됐다. 현재 산하 연구원들의 '예비연구'가 진행 중이며 하남성과 산서성 등 화하(華夏)족(본래 분류된 한족의 원류)의 중심활동 지역 4곳을 선정해 발굴작업이 진행 중이다.
이름에서도 목적이 보여지듯이 중화문명탐원공정은 '중화 문명의 시원'을 찾는 공정으로 신화를 모두 역사시대로 만듦으로써 중국의 역사적 실체를 무려 1만년 전으로 끌어올리려는 의도 하에서 진행되고 있다. 즉 황하문명보다 빠른 요하문명을 중국문명으로 둔갑시켜 이집트 문명보다도 훨씬 앞선 세계에서 가장 오래된 최고 수준의 문명으로 만들려는 의도가 읽혀지는 고수위 프로젝트이다.
국내 학계에서는 공정들을 시간적으로나 공간적으로 중국의 영역을 광범위하게 확장시키려는 프로젝트로 평가하고 있으며 이미 중국은 경제·외교적으로 자신감을 얻으면서 강렬한 민족주의를 바탕으로 이제 문화적으로 '슈퍼 파워'가 되겠다는 목적을 세우고 있다는 반응을 보이기 시작했다. 학계에서는 중화문명탐원공정은 중국의 시간적 영토를 확장하려는 것으로 평가하고 별도로 진행하고 있는 동북·서남·서북공정은 공간적 영토를 넓히려는 작업으로 바라보고 있다.
2013년에는 중화문명탐원공정(요하공정)의 일환으로 요동 일대의 신석기시대 유적에서 옥기 등을 발굴하였다. 중화인민공화국은 이를 훙산 문화라고 명명하였고, 이를 싱룽와 문화, 자오바오거우 문화 등과 묶어 요하문명으로 규정하려는 움직임을 보이고 있다. 이 훙산 문화 유적은 한반도 신석기 문화 또는 고조선 청동기 문화와도 연관이 있을 것으로 추정되고 있다.

## 같이 보기
- 하상주단대공정(夏‧商‧周 斷代工程)
- 동북아역사재단(NAHF)
- 변강사지 연구중심
- 국사수정공정
- 동북공정
- 서남공정
  - 티베트
- 서북공정
  - 위구르족
- 존화양이
- 화이동근
- 화하일통(華夏一統)
- 통일적 다민족국가론